# اسفندیار رنجبری
اسفندیار رنجبری خواننده‌ای ایرانی اهل شهرستان هفتکل بود. اسفندیار در سال ۱۳۳۲ به دنیا آمد و در دهه ۶۰ شمسی با اجرای آهنگ‌های «گویل بهاره» و «آهای گل» به شهرت رسید.او از قوم بختیاری بود و شهرت بسیاری نیز در خوزستان داشت.
اسفندیار رنجبری، ساعت ۹صبح دوم تیرماه ۱۳۹۷، در بیمارستان هاجر شهرکرد درگذشت.

## حرفه
اسفندیار رنجبری در کنار شغل بانکداری حرفه خوانندگی را نیز دنبال کرد. رنجبری با اجرا و انتشار آهنگ‌هایی با گویش بختیاری و آهنگ‌هایی حماسی در وصف جنگ هشت ساله به شهرت رسید. او همچنین دو آهنگ «گویل بهاره» و «آهای گل» را در دهه ۶۰ شمسی با ارکستر سمفونیک تهران اجرا کرد.
از دیگر فعالیت‌های اسفنیار رنجبری می‌توان به شرکت در برنامه‌های تلویزیونی شبکه‌های استانی چهارمحال و بختیاری، خوزستان، اصفهان و برنامه‌های فرهنگی هنری شبکه‌های سراسری به عنوان سفیر فرهنگی ایل بزرگ بختیاری اشاره کرد.